# Тетракампиды
Тетракампиды (лат. Tetracampidae) — семейство паразитических наездников надсемейства Chalcidoidea подотряда Стебельчатобрюхие отряда Перепончатокрылые насекомые. Распространены всесветно. Размеры мелкие (1—5 мм). Крылья с сильно редуцированным жилкованием. Усики из 11 или 12 члеников. Палеарктические виды паразитируют на яйцах жуков-листоедов Chrysomelidae и пилильщиков Diprionidae, некоторые виды атакуют личинок мух Agromyzidae.

## Систематика
Мировая фауна включает 15 родов и около 50 видов, в Палеарктике — 8 родов и около 30 видов. Фауна России включает 5 родов и 6 видов наездников этого семейства.
6 подсемейств, из которых три — вымершие.
- †Baeomorphinae — 1 род, 4 вида (70-85 млн лет, меловой период, Канада)
  - †Baeomorpha Brues, 1937
    - †Baeomorpha dubitata Brues, 1937
    - †Baeomorpha distincta Yoshimoto, 1975
    - †Baeomorpha elongata Yoshimoto, 1975
    - †Baeomorpha ovatata Yoshimoto, 1975
- †Bouceklytinae — 1 вид (70-85 млн лет, меловой период, Канада)
  - †Bouceklytus Yoshimoto, 1975
    - †Bouceklytus arcuodens Yoshimoto, 1975
- †Distylopinae — 1 вид (70-85 млн лет, меловой период, Канада)[5]
  - †Distylopus Yoshimoto, 1975
    - †Distylopus bisegmentus Yoshimoto, 1975
- †Mongolocampinae Sugonjaev, 1971[6] — 4 рода, 10 видов
  - †Electrocampe Trjapitzin & Manukyan, 1995
    - †Electrocampe sugonjaevi Trjapitzin & Manukyan, 1995

  - †Eremocampe Sugonjaev, 1971
    - †Eremocampe caenoptera Sugonjaev, 1971
    - †Eremocampe choresmiana Sugonjaev, 1986
    - †Eremocampe nitrariae Sugonjaev, 1971

  - †Mongolocampe Sugonjaev, 1971
    - †Mongolocampe bouceki Sugonjaev, 1971
    - †Mongolocampe kozlovi Sugonjaev, 1971
    - †Mongolocampe trjapitzini Sugonjaev, 1971
    - †Mongolocampe zhaoningi Yang, 1990

  - †Platyneurus Sugonjaev, 1971
    - †Platyneurus baliolus Sugonjaev, 1974
    - †Platyneurus gobiensis Sugonjaev, 1971
- Platynocheilinae — 1 род, 4 вида (2 — в Европе)
  - Platynocheilus
    - Platynocheilus cuprifrons (Nees, 1834)
- Tetracampinae — 7 родов, 30 видов (9 — в Европе)
  - Dipriocampe
    - Dipriocampe diprioni (Ferriére, 1935)
    - Dipriocampe elongata (Erdös, 1951)

  - Epiclerus
    - Epiclerus nomocerus (Masi, 1934)
    - Epiclerus panyas (Walker, 1839)
    - Epiclerus temenus (Walker, 1839)

  - Foersterella Dalla Torre, 1897
    - Foersterella erdoesi Boucek, 1958
    - Foersterella reptans (Nees, 1834)

  - Tetracampe Förster, 1831
    - Tetracampe impressa  Förster, 1831